# メッセージソング 檻の庵
「メッセージソング 檻の庵」（メッセージソング おりのいおり）は大阪市生野区鶴橋出身のシンガーソングライター塚本正治の楽曲。
塚本が京都府にある精神科病院である岩倉病院に通院中、出会った女性患者の人生をイメージして作詞・曲したと伝えられている。社会的入院の悲しさが塚本独特の歌詞とメロディで表現されている。全国各地の精神障害者当事者会のメンバーが好むコアなフォークソングでもある。1995年に結成されたバンド・ハルシオン時代は、メンバーの菅井千珠子の持ち歌であったが、1999年菅井亡き後、塚本が歌い継いでいる。